# 程寨镇
程寨镇，是中华人民共和国贵州省遵义市习水县下辖的一个乡镇级行政单位。
2015年12月28日，贵州省人民政府批复同意习水县部分乡镇行政区划调整，撤销程寨乡，设置程寨镇，撤乡设镇后行政区域和政府驻地不变。

## 行政区划
程寨镇下辖以下地区：
程寨街道社区、中心村、大合水村、印江村、罗汉寺村、红旗村、大白塘村、罗禹洞村和石门村。